# Teleonemia barberi
Teleonemia barberi är en insektsart som beskrevs av Drake 1918. Teleonemia barberi ingår i släktet Teleonemia och familjen nätskinnbaggar. Inga underarter finns listade i Catalogue of Life.